# Opadyszcze
Opadyszcze (biał. Ападышча, Apadyszcza; ros. Опадыще, Opadyszcze) – wieś na Białorusi, w obwodzie brzeskim, w rejonie janowskim, w sielsowiecie Odryżyn, w pobliżu granicy z Ukrainą.

## Historia
W XIX i w początkach XX w. chutor położony w Rosji, w guberni grodzieńskiej, w powiecie kobryńskim.
W dwudziestoleciu międzywojennym kolonia leżąca w Polsce, w województwie poleskim, w powiecie drohickim, w gminie Odryżyn. W 1921 liczyły 156 mieszkańców, zamieszkałych w 20 budynkach. Wszyscy oni zadeklarowali narodowość tutejszą i wyznanie prawosławne.
Po II wojnie światowej w granicach Związku Sowieckiego. Od 1991 w niepodległej Białorusi.